# فيتون بيريشا
فيتون بيريشا (بالنرويجية البوكمول: Veton Berisha)‏ (13 أبريل 1994 في النرويج - ) هو لاعب كرة قدم نرويجي في مركز الهجوم. شارك مع Norway national under-15 association football team ‏ ومنتخب النرويج تحت 16 سنة لكرة القدم ومنتخب النرويج تحت 17 سنة لكرة القدم ومنتخب النرويج تحت 18 سنة لكرة القدم ومنتخب النرويج تحت 19 سنة لكرة القدم ومنتخب النرويج تحت 21 سنة لكرة القدم ومنتخب النرويج لكرة القدم. أما مع النوادي، فقد لعب مع غرويتر فورت ونادي فيكينغ وEgersunds IK ‏.

## روابط خارجية
- فيتون بيريشا على موقع الاتحاد الأوربي (الإنجليزية)
- فيتون بيريشا على موقع اتحاد النرويج (النرويجية)
- فيتون بيريشا على موقع اتحاد السويد (السويدية)
- فيتون بيريشا على موقع قاعدة بيانات كرة القدم.إي يو (الإنجليزية)
- فيتون بيريشا على موقع ناشيونال فوتبول تيمز (الإنجليزية)
- فيتون بيريشا على موقع Soccerway.com (الإنجليزية)
- فيتون بيريشا على موقع عالم كرة القدم.نت (الإنجليزية)